# Syrenka Warszawska (nagroda filmowa)
Syrenka Warszawska (nagroda Klubu Krytyki Filmowej SDP) – jedna z głównych nagród filmowych przyznawanych podczas Lubuskiego Lata Filmowego.
- 1957
  - w kategorii „najlepszy film fabularny” – Jerzy Kawalerowicz za film Cień
- 1958
  - w kategorii „najlepszy film polski” – Andrzej Munk za film Człowiek na torze
  - w kategorii „najlepszy film fabularny” – Jerzy Zarzycki za film Zagubione uczucia
- 1959
  - w kategorii „najlepszy film polski” – Andrzej Munk za film Eroica
  - w kategorii „najlepszy film fabularny” – Kazimierz Kutz za film Krzyż walecznych
- 1961
  - w kategorii „najlepszy film polski” – Andrzej Munk za film Zezowate szczęście
  - w kategorii „najlepszy film fabularny” – Jerzy Kawalerowicz za film Matka Joanna od Aniołów
- 1962
  - w kategorii „najlepszy film fabularny” – Stanisław Różewicz za film Głos z tamtego świata
- 1964
  - w kategorii „najlepszy film polski” – Andrzej Munk za film Pasażerka
  - w kategorii „najlepszy film fabularny” – Aleksander Ford za film Pierwszy dzień wolności
- 1967
  - w kategorii „najlepszy film fabularny” – Stanisław Różewicz za film Westerplatte
- 1969
  - w kategorii „najlepszy film polski” – Andrzej Wajda za film Wszystko na sprzedaż
- 1970
  - w kategorii „najlepszy film fabularny” – Krzysztof Zanussi za film Struktura kryształu
  - w kategorii „najlepszy film zagraniczny” – Tomás Gutiérrez Alea za film Wspomnienia
- 1971
  - w kategorii „najlepszy film fabularny” – Andrzej Wajda za film Krajobraz po bitwie
- 1972
  - w kategorii „najlepszy film fabularny” – Tadeusz Konwicki za film Jak daleko stąd, jak blisko
- 1973
  - w kategorii „najlepszy film fabularny” – Edward Żebrowski za film Ocalenie
  - w kategorii „najlepszy film zagraniczny” – Andriej Tarkowski za film Andriej Rublow
  - w kategorii „wyróżnienie specjalne” – Krsto Papić za film Kajdanki
- 1974
  - w kategorii „najlepszy film fabularny” – Krzysztof Zanussi za film Iluminacja
  - w kategorii „najlepszy film zagraniczny” – Ingmar Bergman za film Szepty i krzyki
  - w kategorii „wyróżnienie specjalne” – Bob Fosse za film Kabaret
- 1975
  - w kategorii „najlepszy film polski” – Andrzej Wajda za film Ziemia obiecana
  - w kategorii „najlepszy film zagraniczny” – Jerry Schatzberg za film Strach na wróble
  - w kategorii „wyróżnienie specjalne” – Claude Goretta za film Zaproszenie
- 1976
  - w kategorii „najlepszy film fabularny” – Janusz Majewski za film Zaklęte rewiry

W 1980 Syrenkę Warszawską otrzymali reżyserzy Andrzej Chodakowski i Andrzej Zajączkowski za film Robotnicy ’80 („najlepszy spośród utworów polskich wyświetlanych w latach 1979–1980”).